# Chetwynd (Britská Kolumbie)
Chetwynd ([ˈtʃɛtwɪnd]IPA) je malé město v předhůří Skalistých hor na severovýchodě kanadské provincie Britská Kolumbie. Do dnešní podoby se město vyvinulo zhruba v letech 1953-1983, kdy byla v této části státu budována infrastruktura včetně dálnice 97 a vodních elektráren. Kromě dálnice 97 zde vede také dálnice 29 a železniční trať do tří směrů.
Město má zhruba 2600 obyvatel, přičemž jejich počet se za posledních 25 let měnil jen málo, ovšem je zde výrazně nižší průměrný věk, než kolik je průměr v rámci provincie.